# Franz Gier
Franz Gier (* 23. März 1903 in Bous (Saar); † 27. März 1963) war ein deutscher bzw. saarländischer Politiker der Christlichen Volkspartei des Saarlandes (CVP).
Gier absolvierte die Lehre zum Dreher bei den Röhrenwerken Bous. Dort war er bis 1929 in seinem Beruf tätig. Danach besuchte er die Fachschule für Wirtschaft und Verwaltung in Düsseldorf. 1930 übernahm er die Funktion des Sekretärs des Christlichen Metallarbeiterverbandes in Neunkirchen (Saar). Von 1932 bis 1941 war er, nach eigenen Angaben, arbeitsunfähig. Danach besuchte er die Schule für Kunst und Handwerk in Trier und Straßburg.
1946 trat Gier in die CVP ein. 1949 wurde er zum ehrenamtlichen Bürgermeister der Gemeinde Bous ernannt. Nachdem er 1952 zunächst erfolglos für den saarländischen Landtag kandidierte, rückte er am 14. März 1953 für den verstorbenen Ludwig Geraldy ins Parlament nach und gehörte diesem bis zum Ende der Wahlperiode 1955 an. Bei der Bundestagswahl 1957 kandidierte er, ebenso erfolglos, auf der Landesliste der CSU.